# Andres Liesch
Andres Liesch (* 28. September 1927 in Chur; † 6. Februar 1990 in Zürich) war ein Schweizer Architekt, der vor allem durch seine Bauten im Kanton Graubünden bekannt wurde.

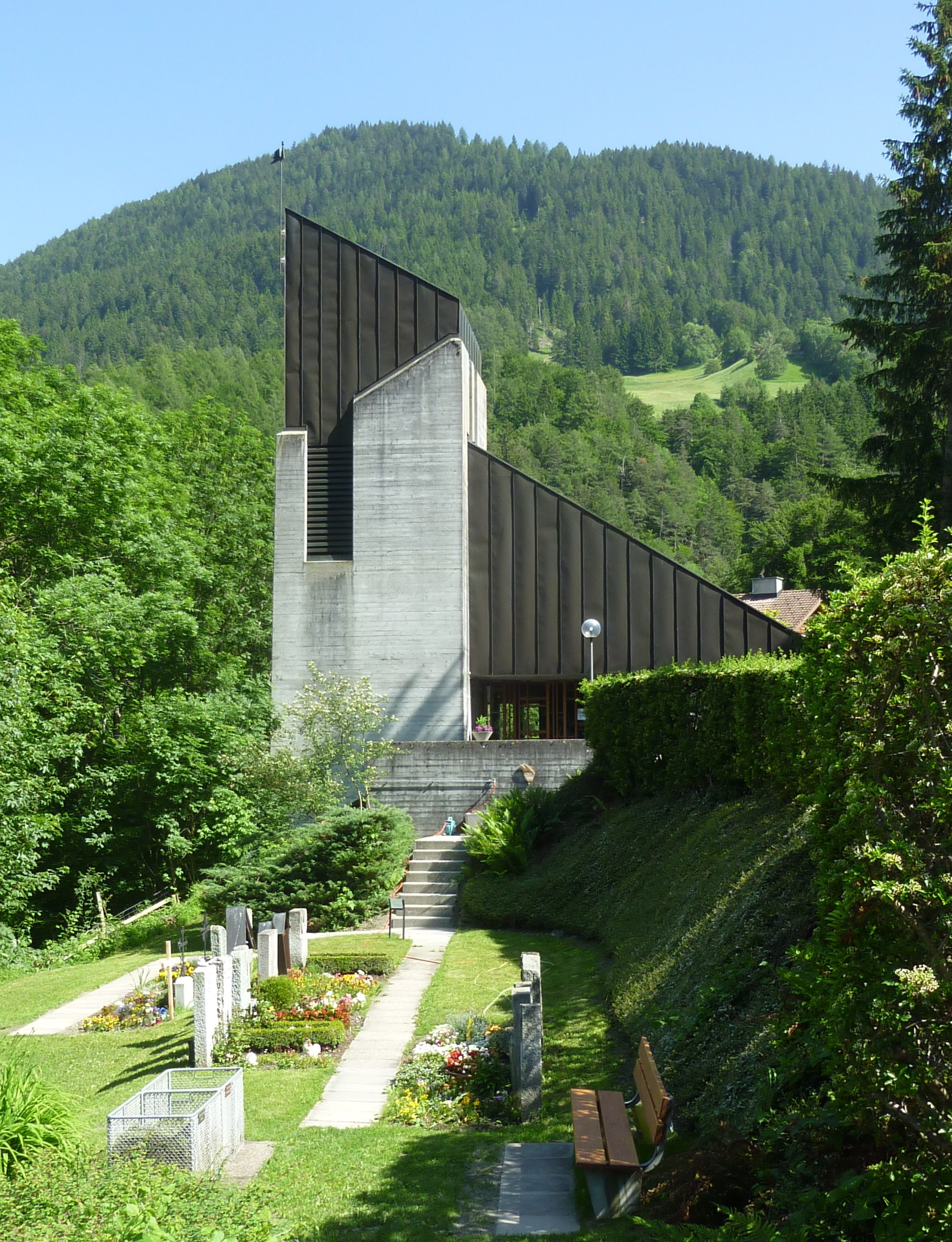
Reformierte Kirche Passugg-Araschgen

## Werdegang
Andres Liesch studierte neben Richard Brosi, Hans-Peter Menn, Monica Brügger und Thomas Domenig an der Eidgenössischen Technischen Hochschule Zürich. Er heiratete die Künstlerin Madlaina Demarmels. Andres Liesch hatte ein Architekturbüro mit Sitz in Zürich und Chur.
Er zählt neben Thomas Domenig, Max Kasper, Monica Brügger, Richard Brosi, Hans-Peter Menn und Robert Obrist zu den Vertretern der Nachkriegsmoderne im Kanton Graubünden.
Liesch war befreundet mit dem Zürcher Architektenpaar Esther und Rudolf Guyer.

## Bauwerke
- 1958–1960: Schulhaus, Filisur
- 1959–1961, 1976–1978, 1988–1989: Försterschule, Maienfeld (saniert und erweitert von Rudolf Fontana)
- 1962–1963: Wohnhaus Dr. Hofmann, Uetikon
- 1962–1964: Bündner Lehrerseminar, Chur (2014 saniert von Pablo Horváth)[2][3]
- 1963: 2. Preis Bündner Kantonsschule, Chur
- 1963–1964: Schulhaus, Wiesen
- 1965–1966: Schulhaus, Vals
- 1966–1967: Geschäftshaus Bündner Tagblatt, Chur, mit Monica Brügger (verändert)
- 1966–1969: Gewerbeschule Chur[4]
- 1965–1970: Restaurierung Regulakirche, Chur
- 1981, 1988–1992: Restaurierung Martinskirche, Chur
- 1970: Schulhaus, Pontresina
- 1971–1972: Wohnhaus Liesch, Bergstrasse 52, Doldertal-Zürich
- 1971–1972: Reformierte Kirche Passugg-Araschgen
- 1973: Wohnhaus, Zürich
- 1973–1976: Interkantonale Försterschule, Maienfeld (erweitert und saniert von Rudolf Fontana)
- 1974–1976: Flabschiessplatz, Schanfigg
- 1971–1978: Umbau der Kaserne und des Waffenplatzes, Chur
- 1976–1978: Sportanlage, Sand, Chur
- 1976–1978: Restaurierung des Schlosses in Reichenau GR
- 1976–1981: Wohnhaus am Arcas, Chur
- 1977–1983: Kommandogebäude des Waffenplatzes, Chur
- 1981–1983: Schulhaus und Mehrzweckhalle, Lenzerheide
- 1982–1983: Oberstufenschulhaus, Trimmis
- 1982–1986: Turn- und Sportanlage der Gewerbeschule Chur
- 1983–1986: Restaurierung Pauluskirche, Zürich, mit Martin Risch und August Arter
- 1989–1992: Altersheim Schwamendingen, Zürich
- 1989–1993: Bahnhof Thusis
- Schulhaus, Savognin

## Ehrungen und Preise
- 2019: im Rahmen der Kampagne «52 beste Bauten – Baukultur Graubünden 1950–2000» erkor der Bündner Heimatschutz die von Andreas Liesch entworfene Gewerbeschule und das Bündner Lehrerseminar Cleric in Chur als je eines der besten Bündner Bauwerke[5]

## Zitat
- «Architektur ist: Substanz gewinnen durch klare architektonische Aussage. Den Zeitgeist erfassen, ohne den Genius Loci zu verraten.»